# غواصة يو بي-116
يو بي-116 غواصة ألمانية من فئة يو بي3 خدمت في البحرية الإمبراطورية الألمانية خلال الحرب العالمية الأولى. تم تكليفها في البحرية الإمبراطورية الألمانية في 24 مايو 1918 باسم يو بي-116.
أغرقها لغم بحري يتم التحكم فيه عن بعد في 58°50′N 3°4′W / 58.833°N 3.067°W. أثناء القيام بمحاولة لدخول سكوبا فلو من أجل مهاجمة وحدات الأسطول البريطاني كجزء من الهجوم البحري الألماني الأخير في الحرب.